# Hans Heinze
Hans Heinze (* 18. Oktober 1895 in Elsterberg; † 4. Februar 1983 in Wunstorf) war ein deutscher Psychiater, Professor für Neurologie und Psychiatrie an der Universität Berlin und als Leiter der Landesheilanstalt Brandenburg-Görden sowie als T4-Gutachter an den Krankenmorden in der Zeit des Nationalsozialismus beteiligt.

## Leben

### Herkunft und Studium
Hans Heinze wurde am 18. Oktober 1895 als 13. von insgesamt 14 Kindern in Elsterberg im Vogtland geboren. Er wuchs in einem protestantischen Elternhaus auf. Durch den frühen Tod des Vaters und dessen Ersatz durch einen zehn Jahre älteren Bruder wurde er wesentlich geprägt.
An der Fürsten- und Landesschule Grimma erhielt Heinze eine Freistelle und legte im August 1914 sein Abitur ab.
Da ihm aufgrund einer Ellbogenfraktur ein Fronteinsatz im Ersten Weltkrieg nicht möglich war, leistete er Sanitätsdienst in einem Seuchenlazarett bis November 1918.
Eine Begegnung mit Hans Berger, dem Entdecker des Elektroenzephalogramms, sollte sich entscheidend auf die Berufswahl Heinzes auswirken. Er studierte Medizin von 1918 bis 1923 in Leipzig, wo er auch promoviert wurde.

### Karrierebeginn in Leipzig und Berlin
Zunächst als Assistent bei Paul Schröder, der ab 1924 Ordinarius in Leipzig war, baute er als Oberarzt die kinder- und jugendpsychiatrische Klinik mit auf. Wie viele Mediziner und Psychiater war Heinze in seinen Anschauungen durch die 1920 von Karl Binding und Alfred Hoche veröffentlichte Schrift „Die Freigabe der Vernichtung lebensunwerten Lebens. Ihr Maß und ihre Form“ maßgeblich beeinflusst worden. In den Mittelpunkt seines wissenschaftlichen Interesses stellte er die endogenen Psychosen des Kindesalters, die Charakterologie und die genealogische Familienforschung.
Die Universitätsklinik Berlin bestellte ihn zum Leiter ihrer kinderpsychiatrischen Abteilung. Zugleich führte Heinze 1934 in Personalunion die Landesheilanstalt Potsdam. Diese hatte eine Kapazität von 2.000 Patienten, davon 500 Plätze für Kinder. Am 2. Oktober 1939 wurde er Dozent für Neurologie und Psychiatrie an der medizinischen Fakultät der Universität Berlin, wo er am 6. April 1943 außerplanmäßiger Professor wurde.

### Leiter der Landesanstalt Brandenburg-Görden

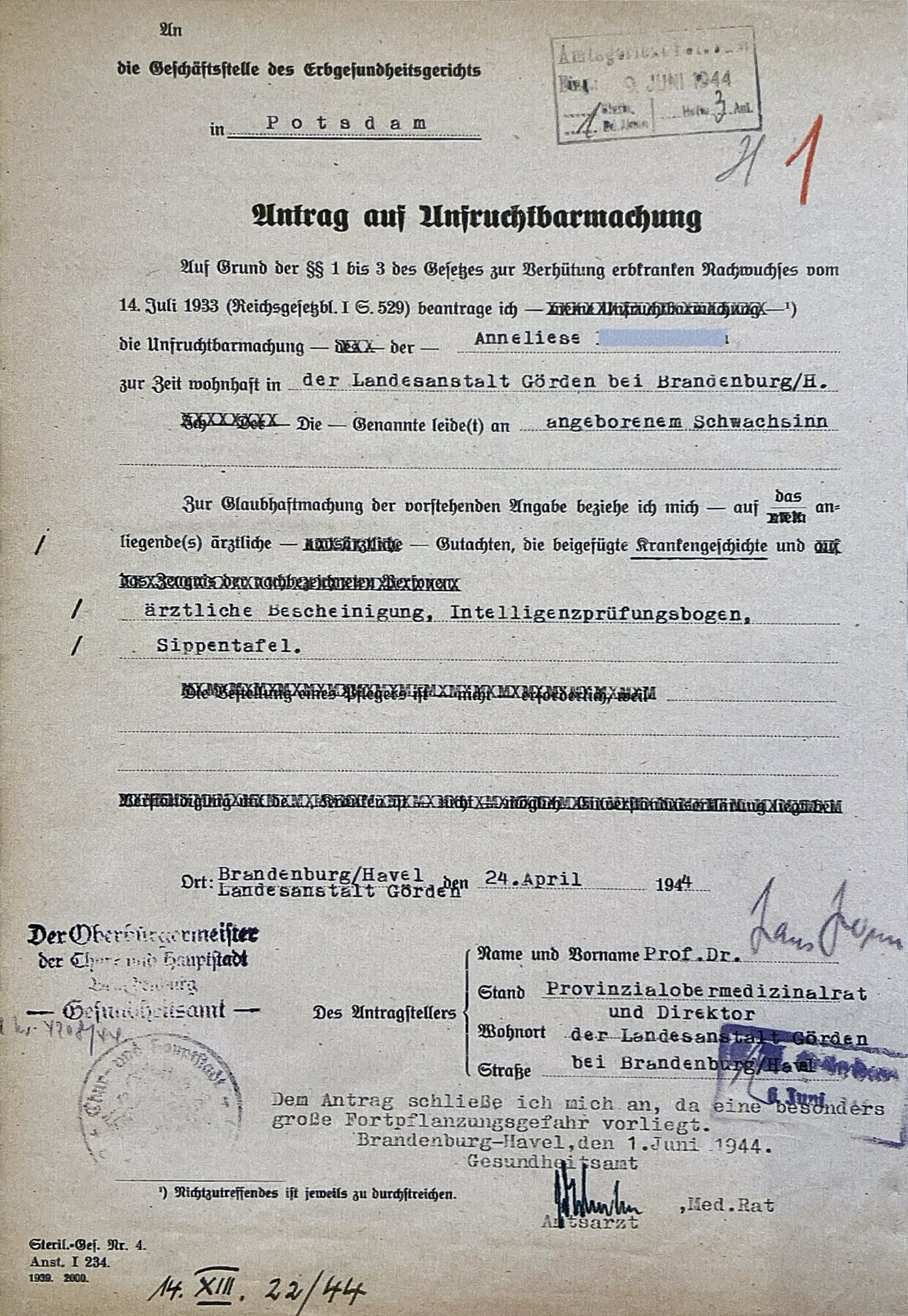
Von Hans Heinze gestellter Antrag auf Zwangssterilisation einer in der Landesanstalt Görden wohnhaften Frau aufgrund „angeborenem Schwachsinn“, datiert auf den 24. April 1944.

Im November 1938 übernahm Heinze die Leitung der Landesanstalt Görden im gleichnamigen Stadtteil von Brandenburg an der Havel. Die Patientenzahl betrug hier 2.500, davon 1.000 Kinder.
Seit 1939 Kuratoriumsmitglied des Kaiser-Wilhelm-Instituts für Hirnforschung (KWI f. Hf.) in Berlin-Buch, verwandte er sich für eine Einstellung der Hirnpathologen Julius Hallervorden und Hugo Spatz im KWI f. Hf. Hallervorden war bei ihm ab April 1937 Oberarzt in der Landesheilanstalt Potsdam, in die die von Hallervorden geleitete Zentralprosektur der psychiatrischen Anstalten der Provinz Brandenburg verlegt worden war, und wurde am 1. Januar 1938 zum Abteilungsleiter Neuropathologie am KWI f. Hf. bestellt. Spatz wurde 1937 der Nachfolger von Oskar Vogt als Direktor des KWI f. Hf. Hallervorden äußerte sich in einem Schreiben an Spatz vom 29. November 1935 geradezu begeistert über Heinze:
„Dieser Mann hat einen geradezu fabelhaften klinischen Betrieb wie an einer Universitätsklinik geschaffen und es ist daher begreiflich, daß wir uns beide wie magisch anziehen. So ist die Sache zustande gekommen und ich kann bei der zentralen Lage hoffen, mein Laboratorium ganz anderes in Schwung zu bringen als es bisher möglich war“.
Bei seinem Eintritt in das KWI f. Hf. behielt Hallervorden seine Stellung als Prosektor der Brandenburgischen Psychiatrischen Landesanstalten bei. Jedoch wurde die Prosektur (obwohl weiterhin vom Provinzialverband finanziert) offiziell an das KWI f. Hf. in Berlin-Buch verlegt. Das in der Landesanstalt Potsdam befindliche Laboratorium galt fortan als Außenstelle des Instituts. Als diese 1938 in die Landesanstalt Brandenburg-Görden umzog, die unter der Leitung Heinzes bald zu einem Mittelpunkt der „Euthanasie“-Aktion wurde, entwickelte sich die Außenstelle des KWI f. Hf. dort zum wichtigsten Bindeglied zwischen Krankenmord und Hirnforschung in Berlin. Auf Vorschlag des neuen Direktor des KWI f. Hf. Hugo Spatz, wurde Heinze 1938 als Sachverständiger für die Erforschung des Schwachsinns im Kindesalter und Berater der Abteilung für Histopathologie des KWI f. Hf. bestellt.

### Erste Tätigkeit bei der Kinder-„Euthanasie“
Mitte 1939 wurde Heinze in den „Reichsausschuß zur wissenschaftlichen Erfassung von erb- und anlagebedingten schweren Leiden“ aufgenommen, der als Tarnorganisation der Kanzlei des Führers die Kinder-„Euthanasie“ in die Wege leiten und steuern sollte, wie sie aufgrund einer Entscheidung Hitlers durchgeführt werden sollte. Er war daher von Anfang an unmittelbar an der Vorbereitung und organisatorischen Planung der Tötung behinderter Kinder beteiligt.
Mit Beginn der Kinder-„Euthanasie“ Ende 1939 wurde Heinze einer der insgesamt drei Gutachter, die anhand von Meldebögen über die Einweisung von geistig und körperlich schwer behinderten Kindern in sogenannte „Kinderfachabteilungen“ zu entscheiden hatten. In diesen speziellen Abteilungen ausgewählter Krankenhäuser und Anstalten wurde nach einer klinischen Untersuchung der größte Teil der Kinder getötet. Der in der Kanzlei des Führers mit der Organisation der Kinder-„Euthanasie“ beauftragte Hans Hefelmann sagte dazu aus,
„daß Professor Heinze und Dr. Wentzler […] mit Begeisterung und Professor Catel aus Überzeugung die Euthanasie bejahten und sich deshalb ohne jeden Zwang als Gutachter zur Verfügung stellten.“
Heinze, der zum 1. Mai 1933 der NSDAP beigetreten (Mitgliedsnummer 2.382.841) und Mitglied des Rassenpolitischen Amtes des Gaues Kurmark war, äußerte sich zu seiner politischen Einstellung nach dem Krieg:
„Ich stand absolut positiv zum Nationalsozialismus in dem Glauben, daß eben nur die Rettung erfolgen würde aus dem Chaos vor dem wir standen, vor allem eben in der Leipziger Zeit, in der wir dem Kommunismus in Sachsen am nächsten waren. Und so bin ich ebendiesem Idealismus treu geblieben bis zuletzt. Ich bin dann im Hinblick auf die Tätigkeit mit bei einem rassepolitischen Amt gewesen, was mich sehr interessiert, mich einsetzen zu können für die kinderreichen Familien usw. und da Hilfestellung zu leisten, wie es eben überhaupt ging. Und so bin ich eben auch in Berlin bekannt geworden, das ist ja ganz sicher.“
Der Leiter der NS-Tötungsanstalten Brandenburg und Bernburg, Irmfried Eberl, attestierte Heinze eine „unbedingt positive“ Einstellung zur „Euthanasie“ im nationalsozialistischen Sinne. Und Dietrich Allers, der Geschäftsführer der T4-Zentrale, bezeichnete ihn in einem Schreiben vom 13. Juni 1941 an Irmfried Eberl „als in jeder Beziehung zuverlässig“.
Heinze erhielt am 25. März 1942 von Adolf Hitler das Treuedienst-Ehrenzeichen 2. Stufe und am 1. Mai 1942 das Kriegsverdienstkreuz 2. Klasse.

### Die erste „Kinderfachabteilung“
Die erste von etwa 30 bis 40 dieser „Kinderfachabteilungen“ wurde im Oktober 1939 in Heinzes Landesanstalt Brandenburg-Görden eingerichtet. Die 60 bis 80 Betten umfassende Abteilung war großzügig ausgestattet und erhielt den Status einer „Reichsschulstation“. Hier wurden Ärzte ausgebildet, die als Leiter weiterer „Kinderfachabteilungen“ vorgesehen waren.
Vor Eröffnung der „Kinderfachabteilung“ wurden im Mai und Juni 1940 232 Kinder aus Görden in die „Landespflegeanstalt Brandenburg a.H.“ genannte NS-Tötungsanstalt gebracht und dort vergast, um Platz für die ab Sommer 1940 vorgesehenen Aufnahmen von „Reichsausschuß“-Kindern aus dem gesamten Reichsgebiet zu schaffen.
Heinrich Bunke, der 1940 als Vergasungsarzt in der Tötungsanstalt Brandenburg tätig war, erläuterte in einer Aussage am 16. April 1962 vor dem Ermittlungsrichter des Landgerichts Frankfurt am Main den Hintergrund der Tötung von 33 Kindern, die am 28. Oktober 1940 vergast wurden:
„In Brandenburg wurden auch Kinder im Alter von etwa 8 – 13, es kann auch bis 14 Jahre gewesen sein, vergast. Es handelt sich um Kinder, die uns Prof. Heinze aus Görden – entweder direkt oder über eine Zwischenanstalt – genau weiß ich das nicht mehr – eigens zur Tötung überstellt wurden. Es dürfte sich in der Zeit meiner Tätigkeit in Brandenburg um etwa 100 Kinder gehandelt haben. Mit den Kranken wurde auch deren Krankengeschichte und die Schriftstücke mit den Entscheidungen der Gutachter übersandt. Man konnte also anhand der auf den Akten liegenden Gutachterentscheidungen erkennen, aus welchen Zwischenanstalten die Kranken waren. Aus den Krankenakten selbst konnte man außerdem den Krankheitsverlauf und die Abgabeanstalten entnehmen. Meistens war allerdings keine Zeit da, um die Akten zu studieren. In den Fällen der Kinder waren genaue Durchuntersuchungen und Zusammenfassungen der Krankengeschichte der Krankenakte beigefügt. Das waren die einzigen Fälle, in denen man sagen konnte, daß sie so durchuntersucht waren, wie man es hätte in allen Fällen erwarten sollen. Ich will damit sagen, daß in diesen Fällen auch ein Nichtpsychiater die Möglichkeit hatte, die Erwägungen zu erkennen, die für die Entscheidung des Gutachters bestimmend waren. In allen anderen Fällen war lediglich das Ergebnis der Entscheidung, nicht aber deren Begründung zu erkennen, abgesehen von einer allgemeinen psychiatrischen Diagnose. Ein Teil der Kinderleichen wurde von Prof. Hallervorden aus Berlin (Histologe am Kaiser-Wilhelm-Institut) seziert und zur wissenschaftlichen Auswertung mitgenommen. Ich nehme an, daß dies aufgrund einer Vereinbarung mit Prof. Heinze geschah. Mir ist nicht bekannt, ob Prof. Heinze in Görden auch selbst Tötungen vorgenommen hat. Die vorgenannten Kinder stammten jedenfalls aus seiner Anstalt. Ich glaube, es waren insgesamt 2 Transporte. Prof. Heinze war damals selbst in Brandenburg.“
Ein letzter Transport mit 56 Kindern erfolgte am 28. Oktober 1940. Heinze und Hallervorden waren in der Tötungsanstalt an der Sektion dieser Kinderleichen beteiligt. Etwa 40 Gehirne dieser Opfer befanden sich in der über 600 Gehirne von „Euthanasie“-Opfern umfassenden Sammlung von Hallervorden, die dieser nach Kriegsende in ungebrochener Karriere als Abteilungsleiter des Max-Planck-Instituts für Hirnforschung (Nachfolger des KWI f. Hf.) in Gießen weiter nutzte. Erst im Jahre 1990 wurde seine Sammlung auf dem Münchner Waldfriedhof bestattet.
Während der Zeit Heinzes als Leiter der Landesheilanstalt Brandenburg-Görden starben zwischen Herbst 1938 und April 1945 mehr als 1200 Kinder, die meisten getötet mit einer Überdosis des Schlafmittels Luminal.

### Gutachter bei der „Aktion T4“
Ab dem 17. November 1939 wurde Heinze als T4-Gutachter geführt. Er gehörte damit zu den ersten Gutachtern, die zur Erwachsenen-„Euthanasie“, bekannt als „Aktion T4“ überhaupt berufen worden waren. Heinze äußerte später, dass er unter Euthanasie immer nur die Erlösung der Betroffenen von unheilbarem Leid verstanden und immer Wert auf die Übereinstimmung der beteiligten Gutachter gelegt habe. Die Pannen in der Durchführung der „Aktion T4“ (Zustellung von Totenscheinen mit verschiedenen Absendern, offensichtlich unzutreffende Todesursachen und ähnliches) sowie die Unmöglichkeit einer differentialdiagnostischen Entscheidung als letzter Auswahl wegen psychiatrisch unerfahrener Ärzte in den Tötungsanstalten habe ihn 1940 bewogen, seine Gutachtertätigkeit zu kündigen und auch ab 1941 einzustellen.
Neben den T4-Protagonisten Max de Crinis und Carl Schneider, waren auch die NS-Tötungsärzte und die T4-Gutachter – unter ihnen Heinze – an der vom Reichsjustizminister Franz Gürtner und dem Chef der Reichskanzlei Hans Heinrich Lammers gewünschten Formulierung eines Euthanasie-Gesetzes beteiligt. Der letzte Entwurf des Gesetzes datierte auf den 31. August 1940. Er ist verschollen und wurde aufgrund der ablehnenden Haltung Hitlers nicht veröffentlicht.

### Forschungsabteilung Brandenburg-Görden
In einer Konferenz Anfang 1941 beim Reichsdozentenführer Walter Schultze wurde ein Forschungsplan entworfen, der eine Verbindung zwischen vorgesehenen Massenuntersuchungen in 14 anatomischen Instituten und der „Euthanasie“ herstellen sollte. Diese groß angelegte Planung ließ sich aufgrund der Kriegsentwicklung nicht realisieren. Jedoch wurden von der T4-Zentrale ab 1942 zwei Forschungsabteilungen eingerichtet, wo die Gehirne von „Euthanasie“-Opfern wissenschaftlich ausgewertet werden sollten. Neben einer Forschungsabteilung in der Heil- und Pflegeanstalt Wiesloch als Außenstelle der Universitätsklinik Heidelberg unter der Leitung von Carl Schneider, war Heinze seit Januar 1942 der Leiter der zweiten Abteilung in seiner Landesanstalt Brandenburg-Görden. Schwerpunkt seiner Forschungen war der „abnorme Charakter“. Anhand hirnanatomischer Untersuchungen sollten Korrelationen psychischer Normabweichungen mit naturwissenschaftlich objektivierbaren Veränderungen des Gehirns untersucht werden. Heinze ging es dabei um eine systematische Einordnung und Beschreibung der Krankheiten (Nosologie). Für eine praktische Nutzanwendung untersuchte er auch die „Dressurfähigkeit tiefstehender Schwachsinniger“ in einer „Lebensschule“, in der Kinder, die nicht in der Lage waren, Lesen und Schreiben zu lernen, deren praktische Fähigkeiten jedoch ausreichten, um einfache manuelle Tätigkeiten auszuführen, zu Hilfsarbeitern ausgebildet wurden, wie dies Heinze in einem Schreiben vom 15. April 1941 Viktor Brack (Leiter des Amtes II der Kanzlei des Führers und maßgeblicher Organisator der Aktion T4) mitteilte.
Zu den weiteren Schwerpunkten der Gördener Anstalt gehörte die differentialdiagnostische Unterscheidung von angeborenen Schwachsinns- und Demenzformen sowie deren systematische Einordnung. Hierzu wurde in drei Schritten vorgegangen: klinische Beobachtung – Tötung – hirnanatomische Untersuchung. In einigen Fällen erprobte Heinze auch einen Scharlachimpfstoff an Kindern seiner Fachabteilung. Sechs epilepsiekranke Kinder aus der Forschungs- und Beobachtungsstation wurden für ein Unterdruckexperiment in der Unterdruckkammer des Luftfahrtmedizinischen Forschungsinstituts des Reichsluftfahrtministeriums unter Hubertus Strughold in Berlin missbraucht.
Aus einem Bericht Heinzes vom 9. September 1942 über die bisherige Tätigkeit der Beobachtungs- und Forschungsabteilung bei der Landesanstalt Görden ergibt sich die Ausweitung des Forschungsprogramms auf das Feld der Nervenkrankheiten und damit auf die Querverbindungen zum KWI f. Hf.:
„Neben Epileptikern und Schwachsinnigen wurden auf Anregung von Herrn Direktor Dr. Heinze in der Beobachtungs- und Forschungsabteilung auch mehrere Kranke, die an selteneren Erkrankungen litten, oder organisch Hirnleidende, die in Bezug auf ihr soziales Schicksal die Reichsarbeitsgemeinschaft Heil- und Pflegeanstalten interessieren, untersucht. Es handelte sich dabei in erster Linie um Athetosen. Diese Untersuchungen wurden vor allen Dingen auf die Frage der erhaltenen, mehr oder weniger veränderten oder zerstörten Persönlichkeit abgestellt. Die sich hieraus ergebenden praktischen Folgerungen hinsichtlich des Euthanasieproblems wurden eingehend erörtert und sollen in einem gesonderten Bericht der Reichsarbeitsgemeinschaft Heil- und Pflegeanstalten ausführlich dargestellt werden. Selbstverständlich wurde ebenso wie in diesen speziellen Fällen auch sonst bei der Arbeit der Beobachtungs- und Forschungsabteilung die mit der Frage der Euthanasie zusammenhängenden Probleme stets eingehend berücksichtigt und aus gegebenem Anlaß in mehreren Fällen über einzelne Kranke ausführlich Bericht dem Reichsausschuß zur Erfassung schwerer erb- und anlagebedingter Leiden erstattet. […]
Bei allen diesen Untersuchungen wird als Ziel immer die Möglichkeit weitgehender differentialdiagnostischer Klärung zwischen angeborenen und erworbenen Leiden vorschweben müssen. Im übrigen aber ist bei der Arbeit der Beobachtungs- und Forschungsabteilung stets zu berücksichtigen, daß ihre Hauptaufgabe darin besteht,

1. die Frage der Euthanasie im einzelnen Krankheitsfalle oder bei bestimmten Krankheitsgruppen (z. B. den Athetosen) zu klären, und

2. dafür zu sorgen, daß bei der späteren anatomischen Untersuchung der Gehirne die klinischen Befunde in erforderlicher Ausführlichkeit zur Vergleichung mit dem anatomischen Ergebnis zur Verfügung stehen.“
Erstmals gerieten auch Patienten mit Athetose (Krankheitsbild bei verschiedenen Erkrankungen mit unaufhörlichen ungewollten, langsamen, bizarren Bewegungen der Gliedmaßenenden) ins Visier der „Euthanasie“-Organisatoren. Die Querverbindung zwischen Heinzes Landesanstalt, der dortigen Forschungsabteilung und dem KWI f. Hf. wirkte sich damit auch auf die Erweiterung der Selektionskriterien der „Euthanasie“-Aktion aus.

### Kampf gegen die Gemeinschaftsunfähigen
Auch im Kampf gegen die Gemeinschaftsunfähigen hat sich Heinze zu Wort gemeldet, auf die „Notwendigkeit jugendpsychiatrischer Mitarbeit im Fürsorgeverfahren“ hingewiesen und dies auch erbbiologisch begründet. Es sei
„eine unerläßliche nationalsozialistische Forderung, an den Anfang unseres Handelns individuell und sippenmäßig die Wertbestimmung jedes einzelnen Zöglings und Kranken zu stellen. Bereits im Jahre 1937 hat z. B. ein Aufsatz im Schwarzen Korps („Stiefkinder der Nation“, Folge 19 vom 13. Mai 1937, S. 6) für die Fürsorgezöglinge eine reinliche Scheidung zwischen den für die Volksgemeinschaft wertvollen und wertlosen Zöglingen gefordert. […] Aber nicht nur die Erkennung Erbkranker, sondern auch die Früherfassung anlagebedingter Asozialität auf dem Boden erblicher charakterlicher Abartigkeit ist meines Erachtens am besten durch die jugendpsychiatrische Beobachtung in einer fachlich geleiteten Aufnahmeabteilung sichergestellt. Eine so ausgebaute jugendpsychiatrische Mitarbeit im Fürsorgeerziehungswesen wird aber vor allen Dingen dazu beitragen helfen, überflüssige Kosten zu ersparen, unnütze erzieherische Versuche am untauglichen Objekt zu vermeiden und damit erzieherische Enttäuschungen zu ersparen, die Anstaltserziehungsbedürftigen auszusondern und Unerziehbare wegen erheblicher geistiger und seelischer Regelwidrigkeiten gemäß § 73 RJWG, rechtzeitig auszumerzen. […] Solche schwersterziehbaren, rückfällig kriminellen Jugendlichen gehören meines Erachtens weder in Heil- und Pflegeanstalten, noch in Erziehungsanstalten, wo sie nur die Heilung Kranker und die Erziehungsarbeit an noch Erziehbaren stören. Sie sind viel besser in besonderen, disziplinell straff organisierten, aber auf jeden Fall jugendpsychiatrisch laufend beaufsichtigten Jugendschutzlagern untergebracht, in denen viel strengere Maßnahmen angewendet werden können, als es die Heil- und Pflegeanstalten oder die Erziehungsanstalten zulassen.“
Im Handbuch der Erbkrankheiten, herausgegeben von Arthur Julius Gütt unter Mitarbeit von Heinze, umriss dieser, unter Berufung unter anderem auf den „Rassenhygieniker“ Ernst Rüdin, den Kreis der als „psychopathisch“ abgestempelten „Gemeinschaftsfremden“:
„Prostitution, Landstreicherei und Berufsverbrechertum sind nach Linden ohne Ausnahme solche Zustände des Verhaltens, die die Annahme der Eheuntauglichkeit ohne weiteres rechtfertigen. Der Kommentar erwähnt dazu noch das Zuhältertum und den sog. Pauperismus aus endogener Ursache. Nach Rüdin sind als eheuntauglich selbstverständlich anzusehen alle pschopathischen bestraften, sog. geborenen Verbrecher und Gesellschaftsfeinde, die Schwindler, Betrüger, Hochstapler und Bauernfänger, die hysterischen Canaillen, die nachgewiesenermaßen haltlosen und dadurch asozial gewordenen Psychopathen, die grob Gemütsarmen, unter ihnen vor allen Dingen die schweren unverbesserlichen Anlageverbrecher, dazu die eingefleischten Prostituierten, die Zuhälter, die unverbesserlichen und eingefleischten homosexuell sich Betätigenden und die unverbesserlichen Arbeitsscheuen.“
Für alle „asoziale und rückfällige kriminelle Psychopathen, deren erbliche charakterliche Abartigkeit im Sippenbild abgelesen werden kann“ forderte er die Zwangssterilisierung. Für die Zeit nach dem Krieg hoffte Heinze, dass sich „die Bekämpfung bzw. Ausrottung des Untermenschentums durch zielbewußte Maßnahmen als eine weitere Großtat den anderen schon vollbrachten würdig anreihen wird.“

### Verbandstätigkeit
Am 5. September 1940 wurde auf einem Kongress in Wien die Deutsche Gesellschaft für Kinderpsychiatrie und Heilpädagogik (DGKH) gegründet. Erster Vorsitzender war Paul Schröder, der am 7. Juni 1941 überraschend verstarb. Schon im Juli 1941 hatten sich die für die Auswahl Zuständigen auf Hans Heinze als neuen Vorsitzenden der DGKH verständigt. Offiziell durch das Reichsgesundheitsamt zum Vorsitzenden ernannt wurde Heinze jedoch erst Monate später.

### Verurteilung durch die sowjetische Militärgerichtsbarkeit und Haft
Auch nach Kriegsende blieb Heinze in seiner Anstalt in Brandenburg-Görden. Russische Spezialisten interessierten sich für seine Untersuchungen zum Problem der prä-, peri- oder postnatalen Idiotie. Ein Angebot eines russischen Generalarztes am 15. Oktober 1945, eine Einrichtung auf der Krim zu übernehmen, lehnte er ab, um seiner in Not befindlichen Familie zu helfen. Er wurde noch in der gleichen Nacht vom NKWD als „Propagandist“ verhaftet und in das sowjetische Speziallager Nr. 7 Sachsenhausen eingewiesen.
In einem der sowjetischen Strafprozessordnung widersprechenden Prozess wurde er am 14. März 1946 wegen Verbrechen gegen die Menschlichkeit zu sieben Jahren Haft verurteilt, weil er „als preußischer Beamter die Maßnahmen einer faschistischen Regierung gebilligt und als Universitätsprofessor keine Mediziner, sondern Faschisten ausgebildet“ hätte.
Die Haft verbrachte Heinze im Speziallager Nr. 7 Sachsenhausen, im Altstrelitzer Gefängnis, in Untermaßfeld und zuletzt in Torgau, wo er am 14. Oktober 1952 entlassen wurde. In seiner Haftzeit wirkte er als Lagerarzt unter seinen Mitgefangenen, wofür er noch bis in spätere Zeit Dankesbriefe erhielt.
Aufgrund eines entsprechenden Antrages des Hannah-Arendt-Instituts, das an einem Forschungsprojekt zu den sowjetischen Militärtribunalen nach Ende des Zweiten Weltkriegs arbeitete, wurde Heinze nach Prüfung durch die russische Militärstaatsanwaltschaft 1998 voll rehabilitiert.
Das Angebot einer Stelle als Oberst-Arzt in der Volkspolizei der DDR oder eines Ordinariats für Psychiatrie an der Universität Jena lehnte Heinze ab, um Ende 1952 zu seiner Familie nach Westdeutschland zurückzukehren.

### Leiter der Jugendpsychiatrischen Klinik Wunstorf
Im März 1953 wurde Heinze, dem Julius Hallervorden im Januar 1952 einen „ausgesprochen wissenschaftlichen Enthusiasmus“ bescheinigt hatte, als Assistent bei der Landesheilanstalt Münster-Marienthal angestellt. Im April 1954 erhielt er seine Bestellung zum Leiter der Jugendpsychiatrischen Klinik beim niedersächsischen Landeskrankenhauses Wunstorf. In den zehn Jahren bis zu seiner Pensionierung nahmen Heimkinder ohne ihr Wissen als Probanden an Arzneimittelstudien teil. Kurz vor seiner Pensionierung veröffentlichte er ein Studienergebnis in einer medizinischen Fachzeitschrift. Das dabei getestete Medikament erhielt 1963 eine Arzneimittelzulassung als Antidemenzmittel. Nebenamtlich war er auch für die Jugend-Psychiatrische Beratungsstelle des Städtischen Gesundheitsamtes in Hannover aktiv.

### Ermittlungsverfahren der westdeutschen Justiz
Am 18. Januar 1962 beantragte die Staatsanwaltschaft Hannover die Eröffnung der Voruntersuchung. Sein Rechtsanwalt war Kurt Giese, der ehemalige Reichshauptamtsleiter in der Kanzlei des Führers (Amt III – Gnadenamt für Parteiangelegenheiten) und Beisitzer am 2. Senat bei Roland Freislers Volksgerichtshof. Das Gesundheitsamt des Landkreises Nienburg-Weser bescheinigte am 4. September 1962, dass Heinze aufgrund seiner seelischen Verfassung weder vernehmungs- noch verhandlungsfähig sei. Neuerliche Gutachten bestätigten dies und schlossen eine Besserung aus. Das Ermittlungsverfahren wurde daher am 30. Dezember 1964 vorläufig eingestellt. Aufgrund eines letzten amtsärztlichen Gutachtens vom 30. September 1965 setzte das Landgericht Hannover Heinze am 4. März 1966 außer Verfolgung.
Hans Heinze verstarb im Alter von 87 Jahren am 4. Februar 1983 in Wunstorf. Leitung und Personalrat des niedersächsischen Landeskrankenhauses Wunstorf bekundeten in einer Traueranzeige am 11. Februar 1983: „Wir werden ihm ein ehrendes Andenken bewahren.“ Das Zögern seiner ehemaligen Kollegen in Wunstorf, die übliche Traueranzeige zu veröffentlichen, wurde durch Anweisung von oben mit der Begründung beiseitegeschoben, Heinze sei ordentlich aus dem Dienst geschieden und nie verurteilt worden.

## Werke
- Veränderungen des Liquor cerebrospinalis und ihre Bedeutung für die Auffassung vom Wesen des Ischias, Leipzig 1923
- Kindliche Charaktere und ihre Abartigkeiten, Paul Schröder mit erläuternden Beispielen von Hans Heinze, Breslau 1931
- Zur Phänomenologie des Gemüts, Berlin 1932
- Die Entstehung und Funktion des intervillösen Raumes, Halle 1933
- Rasse und Erbe: Ein Wegweiser auf dem Gebiet der Rassenkunde, Vererbungslehre und Erbgesundheitspflege für den Gebrauch an Volks- und Mittelschulen, Halle 1934
- Zirkuläres Irresein (manisch-depressives): Psychopathologische Persönlichkeiten, Handbuch der Erbkrankheiten, herausgegeben von Arthur Julius Gütt, Band 4, bearbeitet von Hans Heinze u. a., Thieme, Leipzig 1942[34]
- Ein Geschwisterpaar mit Myoklonusepilepsie, Bonn 1955